# Phuthi
Phuthi är ett tekelaspråk, som talas av minst 20 000 medlemmar av phutifolket i södra Lesotho och angränsande delar av Sydafrika.
Inom phutispråket kan två huvuddialekter urskiljas; mpapa- och sigxododialekterna.

## Mpapa
Mpapadialekten talas i byar som Daliwe och Mpapa, sydost om Mount Moorosi i sydöstra Lesotho.
Denna dialekt har influerats en hel av det omgivande sothospråket.

## Sigxodo
Sigxododialekten talas i Qacha's Nek-distriktet och byar som Makoloane,  Mosuoe och Sigxodo. 
Denna dialekt uppvisar påfallande morfologiska och fonologiska likheter med xhosaspråket.